# Agave missionum
Agave missionum är en sparrisväxtart som beskrevs av William Trelease. Agave missionum ingår i släktet Agave och familjen sparrisväxter. Inga underarter finns listade i Catalogue of Life.

## Bildgalleri

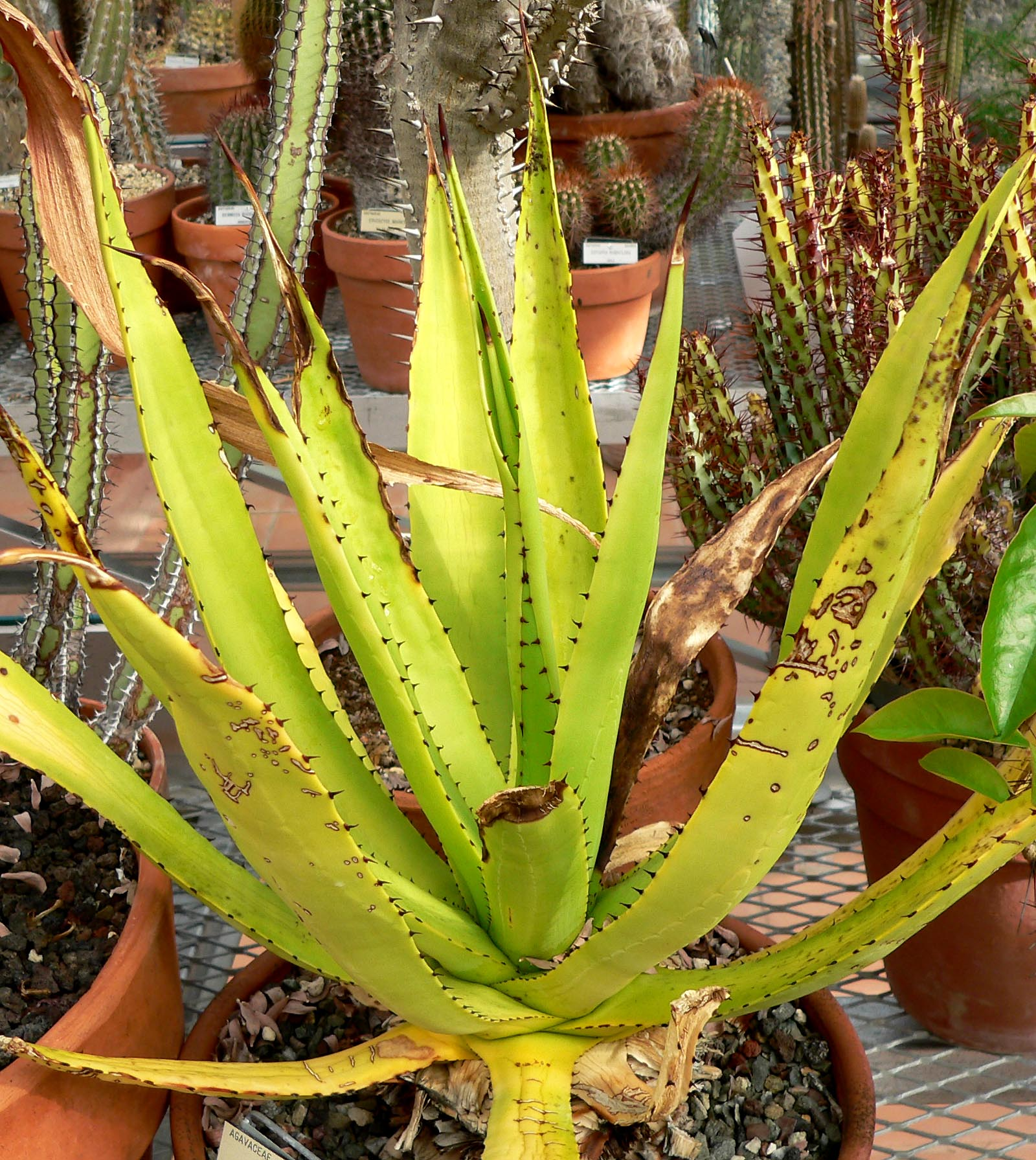
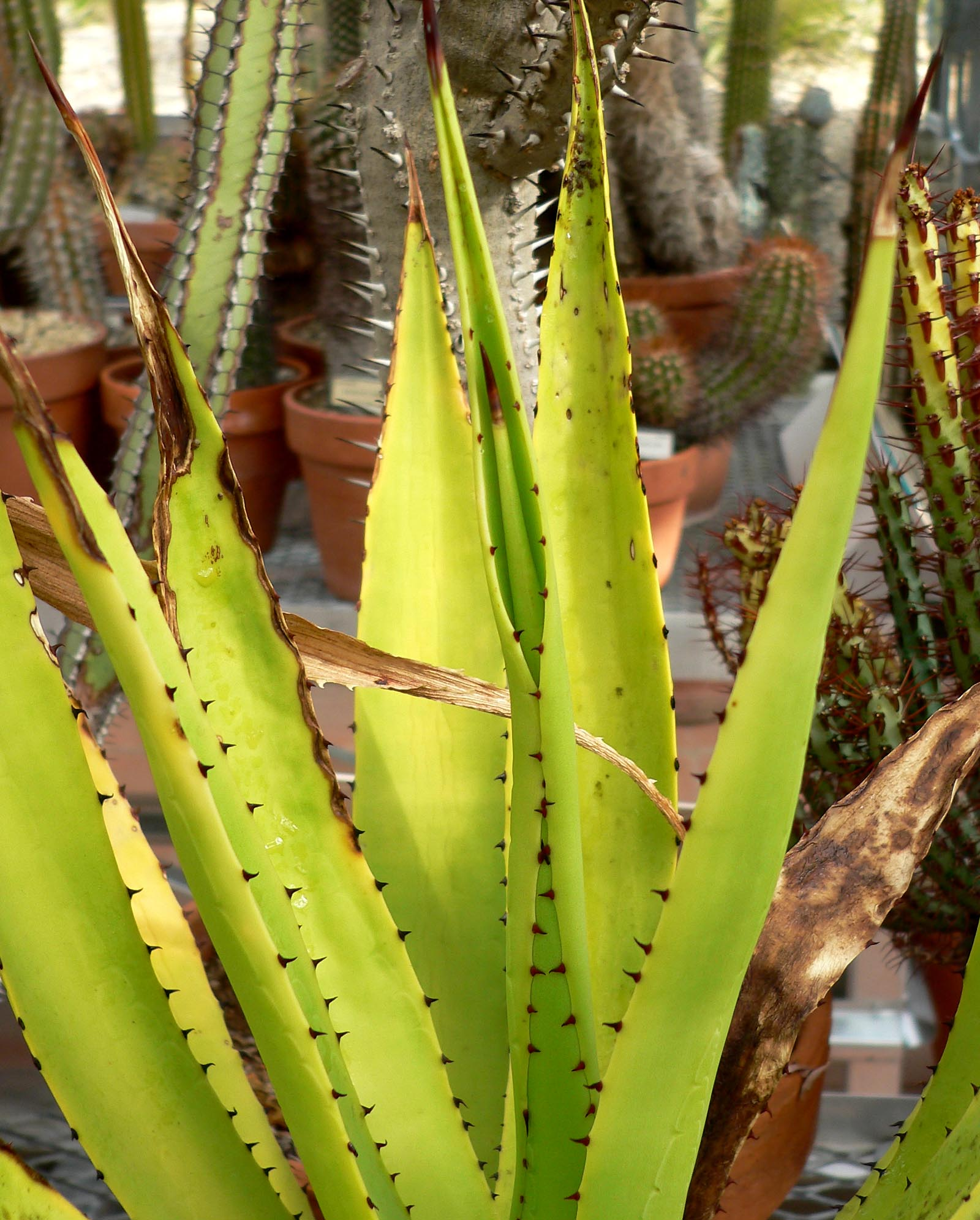